# Wolfgang von der Nahmer
Wolfgang von der Nahmer (* 14. April 1906 in Remscheid; † 12. Oktober 1988 in Wuppertal) war ein deutscher Dirigent und Hochschullehrer.
1933 war er Kapellmeister am Staatstheater Schwerin.
1953 war er Professor für Dirigieren an der Musikhochschule Köln und gab sein Wissen an zahlreiche Schüler weiter.
Von 1948 bis 1959 war er zudem erster Opernkapellmeister in Köln und leitete zahlreiche Ur- und Erstaufführungen.